# Kevin Max
Kevin Max (Grand Rapids, 17 agosto 1967) è un cantante, chitarrista e poeta statunitense noto per essere membro della band DC Talk.

## Biografia
Adottato da bambino da Max ed Elaine Smith, Kevin Smith è nato e cresciuto a Grand Rapids, nel Michigan; ha frequentato il liceo aGrand Rapids Baptist e la Liberty University di Lynchburg in Virginia. Kevin Max Smith ha cambiato legalmente il suo nome in "Kevin Max" nel 1997 in omaggio al padre adottivo, Max Smith.
Alla fine del 2014, Max ha pubblicato due singoli, "Infinite" e "Light Me Up". Il 10 marzo 2015 è stato pubblicato l'album Token Temples.
Nel 2015, Max ha pubblicato un altro album in studio di cover degli standard pop Starry Eyes Surprise. Max ha pubblicato Playing Games With the Shadow nel 2016, Serve Somebody nel 2017, e sia AWOL che Romeo Drive nel 2018.
Nel 2020, Max ha pubblicato l'album di parole pronunciate Radio Teknika con i pionieri dell'elettronica 3Kstatic e nella stessa estate ha pubblicato Revisiting This Planet, un tributo al leggendario artista rock Larry Norman.

## Carriera
Mentre era alla Liberty University, ha conosciuto i suoi futuri compagni di band dei DC Talk: TobyMac e Michael Tait.. Hanno formato i DC Talk nel 1988 e hanno ottenuto un grande vincendo numerosi premi: la band ha vinto 4 Grammy Awards, 16 GMA Dove Awards e altri riconoscimenti, Nel 2000 ha messo in pausa la band per intraprendere una carriera da solista.
Il primo album solista di Max, Stereotype Be, pubblicato il 28 agosto 2001, è stato elogiato da Allmusic per aver combinato rock alternativo e world music per creare un progetto versatile e intrigante. Gli artisti Adrian Belew e Tony Levin dei King Crimson, Larry Norman e il batterista Matt Chamberlain hanno contribuito all'album. È diventato un punto di svolta nella carriera di Max, poiché il progetto era una prefigurazione del marchio di musica alternativa di Max.
Sebbene Stereotype Be abbia sviluppato un notevole seguito di culto, non è stato ben accolto nel mercato della musica cristiana. Poco dopo la sua uscita, Max è stato abbandonato dalla sua etichetta cristiana, Forefront Records; da quel momento, iniziò a costruire lentamente la sua carriera da solista attraverso spettacoli dal vivo e passaparola. Ha pubblicato album indipendenti tramite il suo sito web, tra cui Between the Fence & the Universe e una collaborazione con Adrian Belew, Raven Songs 101, entrambi nel 2004.
Nell'autunno del 2004, la strategia del passaparola di Max iniziò finalmente a dare i suoi frutti; iniziò ad interpretare il ruolo del protagonista nel revival della Visalia Theatre Company / Hutson-Cavale Productions del classico musical di Tim Rice e Andrew Lloyd Webber.

## Discografia

### Con i DC Talk
- DC Talk, 1989
- Nu Thang, 1989
- Free at Last, 1992
- Jesus Freak, 1995
- Supernatural, 1998

## Solista
- Stereotype Be, 2001
- Betwen the Fence and the Universe, 2004
- The Blood, 2007
- Crashing Gates, 2008
- Broken Temples, 2015
- Serve Somebody, 2017
- Romeo Drive, 2018
- Radio Teknica, 2020